# Taubenturm Lavergne (Lot)

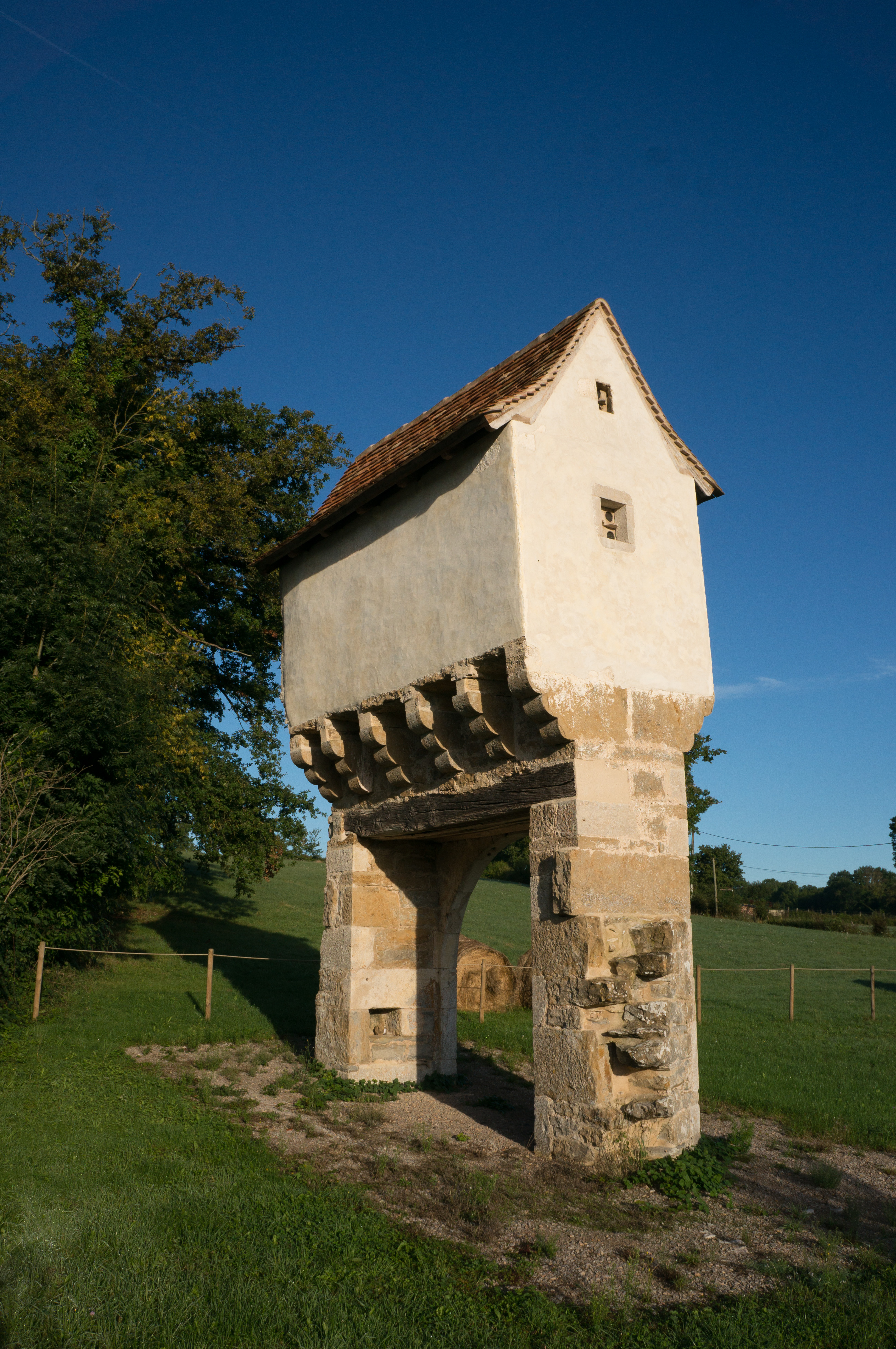
Taubenturm in Lavergne

Der Taubenturm (französisch colombier oder pigeonnier) in Lavergne, einer französischen Gemeinde im Département Lot in der Region Okzitanien, wurde im 15. Jahrhundert errichtet. Der Taubenturm steht seit 1979 als Monument historique auf der Liste der Baudenkmäler in Frankreich.
Der rechteckige Turm aus Bruchsteinmauerwerk, westlich des Ortes an der Départementsstraße 807 gelegen, wurde als Torturm mit Taubenhaus erbaut.